# Suva Gora (Macédoine du Nord)
Pour les articles homonymes, voir Suva Gora.
La Suva Gora (en macédonien Сува Гора) est une montagne qui se trouve dans l'ouest de la Macédoine du Nord. Le massif est orienté sur un axe nord-sud, il est entouré à l'ouest par la plaine du Polog et à l'est par la région de collines du Poreče. Le versant occidental est inclus dans les municipalités de Gostivar, Brvenica et Jelino et le versant oriental dans la municipalité de Makedonski Brod. Son point culminant est le Kodra Taourli, situé près du village de Korito. Il atteint 1 857 mètres d'altitude.
Suva Gora signifie « montagne sèche » en macédonien et ce nom rappelle le caractère karstique du massif.

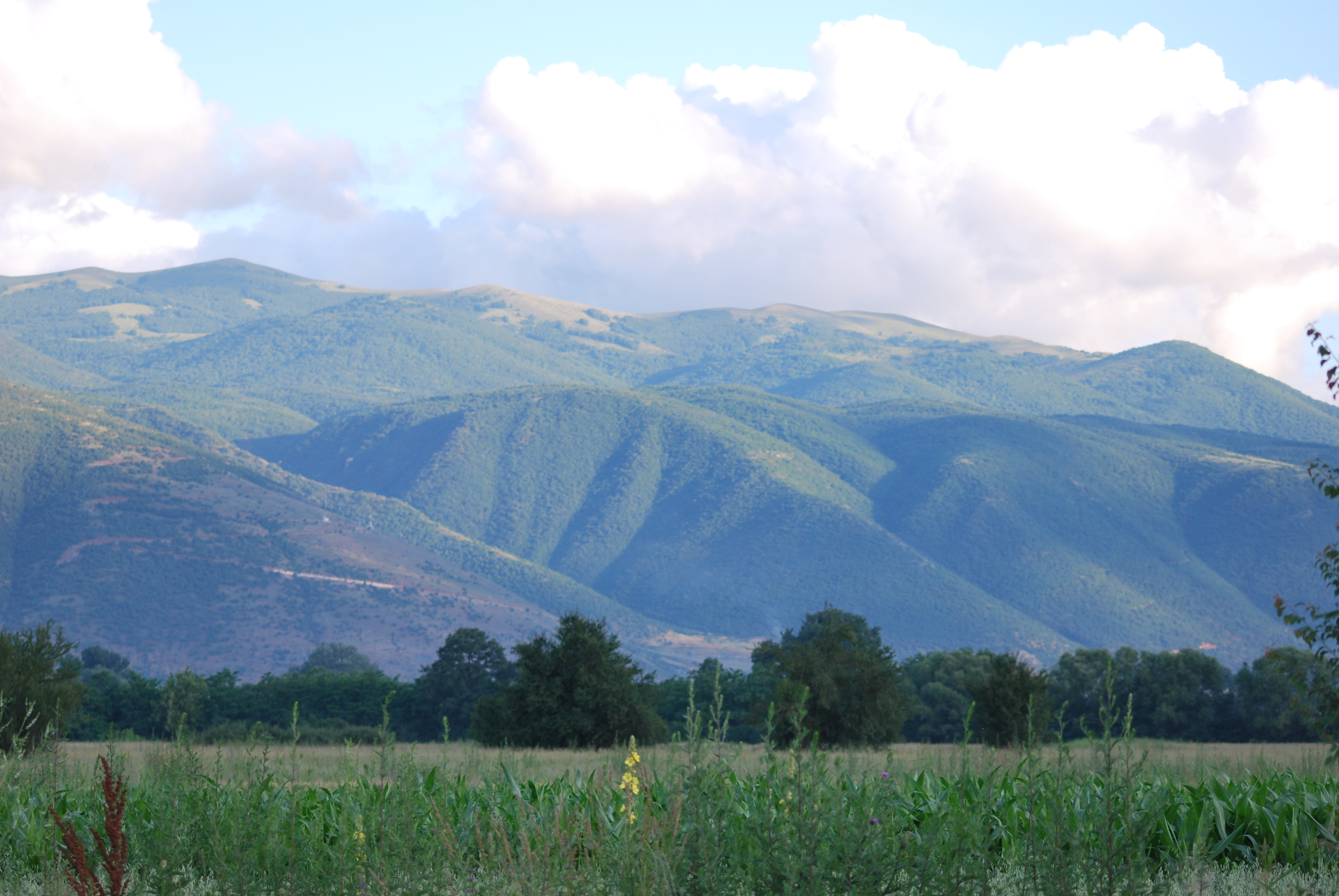
Vue de la Suva Gora depuis la plaine du Polog.